# Лассен, Эдуард
Эдуард Людвиг Лассен (дат. Eduard Ludvig Lassen; 1830—1904) — датский композитор, дирижёр и музыкальный педагог.

## Биография
Эдуард Лассен родился 13 апреля 1830 года в городе Копенгагене. Возрасте двенадцати лет начал обучаться в Брюссельской консерватории, где талант юноши был отмечен премиями по фортепиано (1844) и композиции (1847).
В 1851 году он был удостоен Римской премии, которая позволила ему совершить путешествие с образовательной целью: сперва он поехал в Германию, а затем в Италию, где провёл продолжительное время в Риме.
Опера Лассена: «Landgraf Ludwigs Brautfahrt» была поставлена, благодаря протекции Ференца Листа, в 1857 году в Веймаре и принесла автору должность музикдиректора при дворе великого герцога (1858). В 1861 году, после ухода Листа, Эдуард Лассен был назначен придворным капельмейстером.
Затем последовали его оперы: «Frauenlob» (1860, на французском языке) и «Le captif» (Брюссель, 1868). Кроме того, из композиций Лассена следует выделить музыку к «Нибелунгам» Геббеля (11 характерных пьес для оркестра), к «Эдипу в Колоне» Софокла, «Фаусту» (м. пр. ария «Der Schäfer putzte sich zum Tanz» для сопрано с оркестром) и «Пандоре» (1886) Гёте и «Выше всех чар любовь» Кальдерона; 2 симфонии, несколько увертюр, кантаты (op. 56: «Die Künstler»), библейские картины (пение с оркестром), а также ряд весьма популярных в то время романсов.
Эдуард Людвиг Лассен умер 15 января 1904 года в городе Веймаре, вскоре после получения им звания почётного доктора университета Йены.